# Silverstrupig tangara
Silverstrupig tangara (Tangara icterocephala) är en fågel i familjen tangaror inom ordningen tättingar.

## Utseende
Silverstrupig tangara är en liten tangara med övervägande citrongul fjäderdräkt. Strupen är distinkt silvergrå. Vidare har den gröna kanter på vingpennorna och svarta längsgående streck på ryggen. Könen är lika, honan något mattare i färgerna än hanen.

## Utbredning och systematik
Silverstrupig tangara förekommer från Costa Rica i Centralamerika söderut in i Sydamerika genom västra Colombia till nordvästra Peru. Den delas in i tre underarter med följande utbredning:
- Tangara icterocephala frantzii – förekommer i fuktiga högländer i Costa Rica och västra Panama
- Tangara icterocephala oresbia – förekommer i bergen i västra delen av centrala Panama
- Tangara icterocephala icterocephala – förekommer från östra Panama (Darién) till västra Colombia och nordvästligaste Peru

## Levnadssätt
Silverstrupig tangara hittas i öppnare områden som skogsbryn eller trädgårdar, men kan även uppträda i trädtaket inne i skog. Den är en vanlig och aktiv fågel som vanligen ses i par eller smågrupper på jakt efter frukt, ibland som en del av större artblandade flockar.

## Status och hot
Arten har ett stort utbredningsområde, men tros minska i antal, dock inte tillräckligt kraftigt för att den ska betraktas som hotad. Internationella naturvårdsunionen IUCN listar arten som livskraftig (LC). Beståndet uppskattas till i storleksordningen en halv miljon till fem miljoner vuxna individer.